# Zeferino Torreblanca
Carlos Zeferino Torreblanca Galindo (Guadalajara, Jalisco; México; 14 de marzo de 1954), citado como Zeferino Torreblanca, es un político mexicano, exmiembro del Partido de la Revolución Democrática que fue gobernador del Estado de Guerrero entre 2005 y 2011.

## Biografía
Zeferino Torreblanca Galindo nació en Guadalajara. Sus padres habían decidido desplazarse a la capital de Jalisco. Sin embargo, a los pocos días la familia regresó a Acapulco, Guerrero.
Realizó su educación básica y secundaria en el Colegio MacGregor, en Acapulco. Cursó sus estudios de educación media superior así como los profesionales en Monterrey donde obtuvo el título de contador público por el Instituto Tecnológico y de Estudios Superiores de Monterrey (ITESM). Posteriormente estudió asignaturas en finanzas y administración de empresas en Inglaterra.
Es el segundo de cuatro hermanos, hijo de Luis Torreblanca González y Luisa Galindo Ochoa. A muy temprana edad se hizo cargo de los negocios familiares en el ramo de las tiendas de autoservicio que durante mucho tiempo gozaron de amplia aceptación y limitada competencia en el puerto por haber sido las iniciadoras en el puerto de este tipo de servicio.

## Trayectoria política
Participó desde joven en las organizaciones empresariales como la Concanaco y la Coparmex de Guerrero. y fue mesero en la costera Miguel Alemán Valdez, en un restaurante llamado Otilia, 
En 1993, y después de haber rechazado múltiples invitaciones a participar en el gobierno estatal a cargo de José Francisco Ruiz Massieu, contiende por primera vez por la presidencia municipal de Acapulco abanderado por el Partido de la Revolución Democrática, como candidato externo, contra Rogelio de la O Almazán por el Partido Revolucionario Institucional y Cuauhtémoc García Amor por el Partido Acción Nacional.
En 1994 es electo diputado federal del Congreso de la Unión y se integra a la LVI Legislatura Federal por la vía de representación proporcional por el PRD, cargo que concluyó en 1997. En 1996, participa nuevamente como candidato a la Presidencia Municipal, contra Juan Salgado Tenorio por el Partido Revolucionario Institucional y Enrique Caballero Peraza por el Partido Acción Nacional.

## Presidente Municipal de Acapulco de Juárez (1999-2002)
En 1999,obtiene el triunfo a la presidencia municipal de Acapulco de Juárez, cuando el Partido Acción Nacional en una coalición "de facto" no presenta candidato en Acapulco, lo que le permite sumar los votos necesarios para ganar.
Después de presidir el gobierno municipal de Acapulco, Zeferino. En el 2004, ganó la elección interna del Partido de la Revolución Democrática para elegir al candidato a la gubernatura y el 6 de febrero de 2005, consiguió un triunfo contundente en la elección constitucional contra Héctor Astudillo Flores del Partido Revolucionario Institucional y Porfiria Sandoval Arroyo del Partido Acción Nacional y lograr así convertirse en gobernador de Guerrero.

### Gobernador de Guerrero (2005-2011)
Poco tiempo después de llegar a la gubernatura, Torreblanca inició conversaciones de colaboración con Marta Sahagún, la esposa del presidente Vicente Fox para que, por medio de la Fundación Vamos México que aquella encabezaba, intentar sacar al estado de Guerrero de la pobreza.
Se distinguió también por haber sido de los primeros gobernadores del PRD en reconocer el triunfo del panista Felipe Calderón Hinojosa en la elección presidencial de 2006, y en ofrecerse para colaborar con él.
Desde el inicio de su mandato, ha tenido que lidiar con niveles muy elevados de delincuencia organizada, en especial el narcotráfico, por lo que ha solicitado la intervención del ejército en el territorio de su estado. Después que fueron criticadas sus declaraciones a los medios, donde textualmente dijo: Ni quiero, ni puedo, ni tengo que combatir el narcotráfico.
Las desapariciones forzadas han aumentado también de manera especialmente grave, y los casos denunciados rebasan ya al conjunto de las cuatro administraciones que le precedieron. Según familiares de las víctimas, estas desapariciones no están relacionadas con el narcotráfico, sino con otra forma de delincuencia, relacionada quizás —según ellos— con la corrupción en los mandos policíacos.
Zeferino Torreblanca se ha pronunciado repetidas veces a favor del proyecto hidroeléctrico de la presa La Parota.